# Mete (divinità)
Nella mitologia greca, Mete (/ˈmiːtiː/; in greco antico: Μέθη, Méthe) è la divinità che personifica l'ubriachezza. Fa parte seguito di Dioniso ed è spesso menzionata in associazione al dio o ad altri suoi compagni. Alcune fonti la citano come figlia di Dionisio.

## Mitologia
Le Anacreontiche così descrivono i legami mitologici di Mete:
Rallegriamoci, beviamo vino e cantiamo di Bacco... grazie a lui fu generata Mete,nacque Charis, Lype si riposa e Ania si addormenta.
Pausania menziona un dipinto di Mete nell'atto di bere vino nel tempio di Asclepio presso Epidauro, e un altro che la ritrae mentre offre vino a Sileno nel tempio di Sileno nell'Elide.
Ne Le Dionisiache di Nonno di Panopoli, Mete appare come moglie di Stafilo d'Assiria e madre da lui di Botrys Quando Stafilo muore improvvisamente la mattina dopo un banchetto in onore di Dioniso, il dio fa commemorare per sempre il nome di Mete dando allo stato di ubriachezza il nome della dea, così come i nomi di Stafilo e Botrys si riferiscono all'uva. Successivamente, Mete viene menzionata come al seguito di Dioniso nella sua campagna indiana.
La dea latina Ebrietas, personificazione femminile dell'ubriachezza menzionata da Plinio il Vecchio, può essere considerata un'equivalente di Mete.